# Савченко, Дмитрий Викторович
Дмитрий Викторович Савченко (9 июня 2001, Петропавловск, Казахстан) — казахстанский футболист, нападающий.

## Клубная карьера
Воспитанник петропавловского футбола. Футбольную карьеру начинал в 2018 году в составе клуба «Кызыл-Жар СК». 11 марта 2018 года в матче против клуба «Кайрат» дебютировал в казахстанской Премьер-лиге, выйдя на замену на 71-й минуте вместо Братислава Пуношеваца.

## Карьера в сборной
7 мая 2018 года дебютировал за сборную Казахстана до 19 лет в матче против сборной США до 19 лет (0:8).

## Достижения
«Кызыл-Жар СК»
- Победитель Первой лиги: 2019

## Клубная статистика
| Игровая карьера | Игровая карьера | Игровая карьера | Лига | Лига | Кубок | Кубок | Межд. | Межд. | Др. | Др. |
| --------------- | --------------- | --------------- | ---- | ---- | ----- | ----- | ----- | ----- | --- | --- |
| 2018            | Кызыл-Жар СК    | А               | 2    | 0    | 1     | 0     | —     | —     | —   | —   |
| 2018            | Кызыл-Жар СК М  | В               | 2    | 3    | —     | —     | —     | —     | —   | —   |
| 2019            | Кызыл-Жар СК    | Б               | 2    | 0    | 2     | 1     | —     | —     | —   | —   |
| 2020            | Кызыл-Жар       | А               | —    | —    | —     | —     | —     | —     | —   | —   |
| 2021            | Кызыл-Жар       | А               | —    | —    | 1     | 0     | —     | —     | —   | —   |
| 2021            | Кызыл-Жар М     | Б               | 7    | 2    | —     | —     | —     | —     | —   | —   |